# 김근태 (1947년)
김근태(金槿泰, 영어: Kim Geun Tae, 1947년 2월 14일 ~ 2011년 12월 30일)는 대한민국의 정치인이다.

## 생애
김근태는 1947년 2월 14일에 경기도 부천군에서 태어났다. 1965년에 경기고등학교를 졸업하고, 서울대학교에 입학했다. 1960년대 무렵에 학생운동을 주도하여 손학규, 조영래와 함께 ‘서울대 운동권 3총사’로 불리기도 하였다.
이후 박정희, 전두환, 노태우 정권까지 각종 재야 단체에서 활동하다가 수배와 투옥을 반복하였다. 전두환 정권 시절이던 1985년 9월에 구속되어 민청련 사건으로 22일간 경기도경찰국의 고문기술자인 이근안 경감에게 고문을 받았다. 이근안의 고문에 김근태는 애원했고 이후 징역 5년을 선고받았다.
서울민사지방법원 합의41부(재판장 고현철 부장판사)는 1990년 전민련 결성사건과 관련하여 구속기소돼 징역 2년을 선고받고 홍성교도소에서 복역중인 전 민청연 의장 김근태(46)가 "1985년 9월 국가보안법위반 혐의로 치안본부(현 경찰청) 대공분실에 끌려가 조사를 받는 과정에서 고문을 당했다"며 국가 등을 상대로 낸 5천만원의 손해배상 청구소송에서 "김씨가 경찰에 불법연행돼 물고문과 전기고문 등 가혹행위를 당한 것이 인정된다"며 "물고문 및 전기고문등 가혹행위는 범죄행위일 뿐만 아니라 고문을 금지하고 형사 피의자의 진술거부권을 보장한 헌법규정(12조2항)에 위배된다 김씨를 구속영장 없이, 또는 구속영장 발부 후 영장을 제시하지 않고 연행,구금한 것도 역시 불법행위이다. 고문피해사실의 유력한 객관적 증거인 金씨의 상처딱지가 구치소 재소자의 휴대품 영치를 규정한 행형법에 따라 구치소에 영치되지 않고 관계 교도관들에 의해 강제수거된 후 폐기처리된 것은 관계규정을 무시한 위법행위이다 이같은 불법행위들로 인해 김씨가 고립무원의 상황에서 신체적,정신적으로 죽음에 버금가는 고통과 함께 그 영혼과 인격에 지울수 없는 상처를 받은 점이 경험칙상 인정되므로 국가는 이에 대해 금전으로나마 배상을 해야할 의무가 있다 아무리 고상한 명분이나 국가적 목적이 있는 수사라 하더라도 인간의 존엄과 가치를 무시한 고문을 통해 얻어진 사회안정과 국가안보는 무의미하다"는 이유로 "국가는 김씨에게 고문행위에 따른 위자료 3천 5백만원, 23일간에 걸친 불법구금 및 고문증거(상처딱지)탈취, 인멸행위로 인한 손해배상금 각 5백만원 등 모두 4천 5백만원에 대해 가집행조건을 붙여 지급하라"고 1992년 1월 30일 원고 승소판결을 내렸다. 김근태가 "1985년 9월 차안본부 남영동 분실로 끌려가 23일간 조사를 받는 과정에서 수사경찰관들로부터 물고문. 전기고문등을 받았다"는 이유로 검찰에 낸 고소사건이 무혐의 처리되자 서울고등법원에 재정신청을 냈으며 이것이 받아들여져 서울형사지방법원은 당시 고문을 한 김수현(56.전 치안본부 대공수사단 경감)등 4명에게 징역 5년에서 2년까지를 선고했었다.
1996년부터 제 15, 16, 17대 국회의원을 지냈고, 보건복지부 장관, 열린우리당 의장 등을 지냈다. 2008년 제18대 선거에서는 신지호 한나라당 의원과 겨뤘으나 낙선했다. 민주통합당 상임고문을 역임하였다.
지병인 파킨슨 병이 민주화 운동 도중 당한 고문으로 인한 것이라는 주장이 있다. 2011년 12월 초 뇌정맥혈전증 투병사실을 외부에 공개하였고, 12월 말 위독한 상태에 빠졌다. 2011년 12월 30일 오전 5시 30분 서울대학교병원에서 65세의 나이로 사망하였다.
그의 사후 2016년 '민주주의자 김근태 상'이 제정되었다.
별칭으로는 민주주의자, 민주화의 대부, 세계의 양심수 등이 있다.

## 학력
- 청북국민학교 → 진위국민학교 → 원덕국민학교 → 양수국민학교 (졸업)
- 광신중학교 졸업
- 경기고등학교 졸업
- 서울대학교 상과대학 경제학 학사

## 경력
- 1971년 2월 서울대 내란음모 사건 수배
- 1974년 긴급조치 4호 위반으로 수배
- 1983년 민청련 초대 의장
- 1985년 민청련 사건으로 구속당해 고문 피해 (~1987년까지 복역)
- 1988년 배우자 인재근과 공동으로 로버트 케네디 인권상 수상
- 1989년 전민련 정책기획실장, 집행위원장 역임
- 1990년 전민련 활동으로 구속 수감 (~1992년까지 복역)
- 1995년 민주당 부총재
- 1995년 새정치국민회의 부총재
- 1996년 4월 11일 - 대한민국 제15대 국회의원 선거 당선(서울 도봉구 갑, 새정치국민회의, 초선)
- 1996년 5월 ~ 2000년 5월 대한민국 제15대 국회의원 (서울 도봉구 갑, 새정치국민회의→새천년민주당, 초선)
- 1999년 국제금융박람회 추진위원회 위원장
- 2000년 4월 13일 - 대한민국 제16대 국회의원 선거 당선(서울 도봉구 갑, 새천년민주당, 재선)
- 2000년 5월 ~ 2004년 5월 대한민국 제16대 국회의원 (서울 도봉구 갑, 새천년민주당→무소속→열린우리당, 재선)
- 2001년 한반도평화와 경제발전전략연구재단(한반도재단) 이사장
- 2001년 11월 새천년민주당 상임고문
- 2002년 11월 국회 정치개혁특별위원회 위원
- 2003년 10월 ~ 2004년 5월 열린우리당 원내대표
- 2004년 4월 15일 - 대한민국 제17대 국회의원 선거 당선(서울 도봉구 갑, 열린우리당, 3선)
- 2004년 5월 ~ 2008년 5월 대한민국 제17대 국회의원 (서울 도봉구 갑, 열린우리당→대통합민주신당→통합민주당, 3선)
- 2004년 7월 ~ 2005년 12월 보건복지부 장관
- 2006년 2월 ~ 2006년 5월 열린우리당 최고위원
- 2006년 6월 ~ 2007년 2월 열린우리당 의장
- 2007년 2월 ~ 2007년 8월 열린우리당 최고위원
- 2007년 8월 대통합민주신당 창당발기인 및 중앙위원
- 2008년 2월 ~ 2008년 7월 통합민주당 상임고문
- 2008년 7월 ~ 2011년 12월 민주당 상임고문
- 2011년 12월 민주통합당 상임고문

## 사건

### 고문 피해자
| “ | 본인은 1985년 9월 한 달 동안, 9월 4일부터 9월 20일까지 전기고문과 물고문을 각 5시간 정도 당했습니다. 전기고문을 주로 하고 물고문은 전기고문으로 발생하는 쇼크를 완화하기 위해 가했습니다. 고문을 하는 동안 비명이 바깥으로 새어나가지 않게 하기 위해 라디오를 크게 틀었습니다. 그리고 비명 때문에 목이 부어서 말을 하지 못하게 되면 즉각 약을 투여하여 목을 트이게 하였습니다(어지러운 듯 말을 중단하고 난간을 붙들면서 잠깐 쉬었다). 이러한 과정에서 9월 4일 각 5시간씩 두 차례 물고문을 당했고, 9월 5일, 9월 6일 각 한차례씩의 전기고문과 물고문을 골고루 당했습니다. 8일에는 두 차례 전기고문과 물고문을 당했고. 10일 한차례, 13일 …… 13일 금요일입니다. 9월 13일 고문자들은 본인에게 "최후의 만찬이다." "예수가 죽었던 최후의 만찬이다." "너 장례날이다." 이러한 협박을 가하면서 두 차례의 전기고문을 가했습니다. …… 그 다음에 9월 20일날 전기고문과 물고문을 한차례 받았습니다. 그리고 9월 25일날 집단적인 폭행을 당했으며 그 후 여러 차례 구타를 당했습니다.물론 잠을 못 잔 것은 말할 필요도 없고 밥을 굶긴 것도 대략 절반쯤 됩니다. 고문 때문에 13일 이후에는 밥을 먹지 못했고 그 후유증으로 지금까지 밥을 먹지 못합니다. ... (중략) ... 결국 9월 20일이 되어서는 도저히 버텨내지 못하게 만신창이가 되었고, 9월 25일에는 마침내 항복을 하게 되었습니다. 하루만 더 버티면 여기서 나갈 수 있는 마지막 날이 된다는 것을 알았지만 더 버틸 수 없었습니다. 그날 그들은 집단폭행을 가한 후 본인에게 알몸으로 바닥을 기며 살려달라고 애원하며 빌라고 하였습니다. 저는 그들이 요구하는 대로 할 수밖에 없었고 그들이 쓰라는 조서내용을 보고 쓸 수밖에 없었습니다. | ” |
|   | — 김근태의 진술, 1985년 12월 19일 서울형사지방법원 118호 법정 서울형사지법 합의 11부(재판장 서성, 배석 김희근, 여상훈) 심리 |   |

### 흑색선전피해자
2004년 11월에 충청북도 도청 소속 6급의 한 공무원이 김근태 형제, 숙부가 월북, 빨갱이라는 내용을 350차례 언론사 독자게시판에 올리는 혐의로 구속되었다.

## 가족 관계
- 배우자: 인재근
  - 딸: 김병민
  - 아들: 김병준

## 상훈
- 2004년 미주한인입양인네트워크 감사패
- 1987년 로버트케네디 인권상 (인재근과 공동수상)

## 저서
- 2007년 5월 10일 《남영동》, 중원문화, ISBN 978-89-7728-715-0
- 2007년 6월 21일 《일요일에 쓰는 편지》, 샛별디앤피,
- 2004년 《두껍아 두껍아 헌 집 줄게, 새 집 다오》, 올벼, ISBN-10 8990987016
- 2001년 10월 31일 《희망은 힘이 세다》, 다우, ISBN-10 8988964128
- 1995년 6월 30일 《희망의 근거》, 당대, ISBN-10 8981630038
- 1992년 《열린 세상으로 통하는 가냘픈 통로에서》
- 1992년 《우리 가는 이 길은》

## 대중문화의 김근태
- 1998년 《육남매》김종철 (배역: 김정현)
- 2012년 《남영동1985》김종태 (배역: 박원상)

## 역대 선거 결과
|  | 38.85% |

|  | 50.85% |

|  | 52.13% |

|  | 46.16% |

## 소속 정당
| 소속 정당 | 소속 정당      | 소속 기간 | 비고      |
| --------- | -------------- | --------- | --------- |
|           | 평화민주당     | 1988~1990 | 정계 입문 |
|           | 무소속         | 1990~1995 | 탈당      |
|           | 민주당         | 1995      | 입당      |
|           | 무소속         | 1995      | 탈당      |
|           | 새정치국민회의 | 1995~2000 | 창당      |
|           | 새천년민주당   | 2000~2003 | 합당      |
|           | 무소속         | 2003      | 탈당      |
|           | 열린우리당     | 2003~2007 | 창당      |
|           | 대통합민주신당 | 2007~2008 | 합당      |
|           | 통합민주당     | 2008      | 합당      |
|           | 민주당         | 2008~2011 | 당명 변경 |
|           | 민주통합당     | 2011      | 합당 사망 |

## 같이 보기
- 민주화운동청년연합
- 민주화추진위원회
- 도봉구 갑
- 서울 도봉구의 국회의원
- 대한민국의 보건복지부 장관

## 참고 자료
- 김근태 - 대한민국헌정회
- 김근태 블로그